# محمية وادي الزرقا العلوي
محمية وادي الزرقا العلوي (وادي صريدة) محمية فلسطينية تقع إلى أقصى الشمال الغربي من محافظة رام الله والبيرة وتشترك بالحدود مع محافظة سلفيت. تقع المحمية ضمن حدود أربع بلدات فلسطينية هي دير بلوط، كفر الديك، بروقين، دير غسانة على مساحة تقدر بـ 2,700 دونم.

## الجغرافيا
تقع المحمية غرب مدينة سلفيت وتبعد عنها حوالي 15 كم وحوالي 30 كم شمال غرب مدينة رام الله، وتقع أراضي المحمية وكذلك بعض عيون المياه التي هي عبارة عن وادي يصل طوله إلى 20 كم، على أراضي القرى والبلدات الفلسطينية بروقين، وكفر الديك، ودير بلوط، ودير غسانة على ارتفاعات جبال تتراوح من 270 حتى 400 متر عن سطر البحر. يمكن تقسيم المحمية إلى جزئين شرقي (كفر الديك ودير غسانة) وغربي (دير بلوط). تعد المنطقة الشرقية مناطق كثيفة الغطاء النباتي على عكس المنطقة الغربية التي تشكل منطقة جافة قليلة الغطاء النباتي.

## التنوع الحيوي في المحمية

### التنوع النباتي
أجرى خبراء في علم تصنيف النبات مسحاً ميدانياً وتم تسجيل 195 نوع من النباتات تعود إلى 53 عائلة نباتية منها أشجار الزيتون، الخروب، الزعرور والقيقب. تضم 17 نوع من النباتات النادرة مثل السحلب البري خاصة في الجزء الشرقي من المحمية.

### التنوع الحيواني
أدى التنوع الكبير في المحمية إلى رصد وتسجيل أنواع كثيرة من الفقاريات: (ثديات، طيور، زواحف وبرمائيات)، واللافقاريات: (حشرات، عناكب، حلزونيات... إلخ).
الثديات
رصد 9 أنواع من الثديات خلال الجولات الميدانية، ووثق وجود أعداد كبيرة من الخفافيش في المنطقة أهما خفاش الفاكهة (Egyptian Fruit Bat)، بالإضافة لوجود أعداد كبيرة من الوبر الصخري (Rock Hyrax). بينما رصدت أعداد قليلة من الغزلان، على العكس من ذلك رصدت أعداد كبيرة من الخنازير البرية (Wild Boar) في المناطق الشرقية من المحمية.
الطيور
سجل خلال فصلي الربيع والصيف أكثر من 88 نوع من الطيور، منها المهاجرة كالبجع (White Pelican)، والمقيمة مثل عصفور الشمس الفلسطيني (Palestine Sunbird).
الزواحف والبرمائيات
عُثر على نوع واحد فقط من البرمائيات، وأكثر من 15 نوع من الزواحف منها أفعى فلسطين السامة، الحنش، سلحفاة المتوسط وأنواع عديدة من السحالي.
الحلوزنات الأرضية
تم إيجاد العديد من الحلزونات الأرضية التي وصل عددها إلى 19 نوع، والتي لم يتم إيجادها في مناطق أخرى في الضفة الغربية.
الحشرات

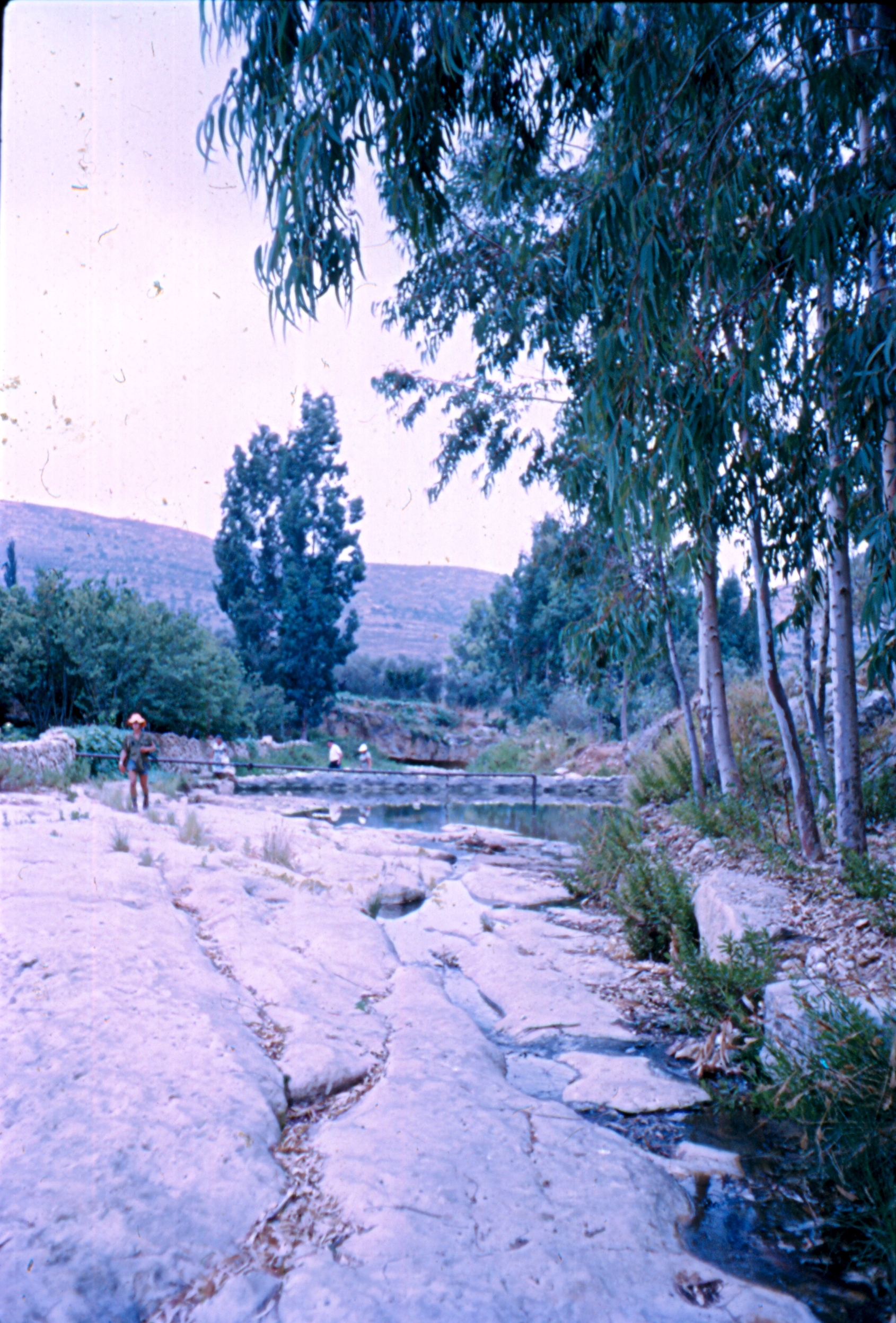
محمية وادي الزرقا العلوي

بسبب التنوع الكبير للنباتات الموجودة في المحمية، رصد أكثر من 200 نوع من الحشرات من الفراش، والجنادب، والنحل، والدبابير والذبابيات.

## التهديدات
رصد العديد من المخاطر المحدقة بالمحمية، والتي تهدد بانخفاض التنوع الحيوي والتأثير على الإنسان، وهي:
1. الرعي الجائر: أدى الرعي الجائر غير المنظم إلى تدمير الغطاء النباتي، نتيجة عدم السماح للنباتات بإكمال دورة حياتها. الأمر الذي يؤثر على التنوع الحيواني في المحمية وزيادة انجراف التربة.
2. الصيد: أدت أعمال الصيد غير الشرعية لعدة أنواع من الحيوانات إلى الإخلال بالتوازن البيئي، وسيادة بعض الأنواع على الآخر والذي تمثل في ازدياد أعداد الخنازير البرية على حساب الغزلان، والطيور، والنيص، والوبر الصخري.
3. المياه العادمة: تشكل المياه العادمة القادمة من المستوطنات الإسرائيلية والقرى والبلدات الفلسطينية خطراً على صحة الإنسان والحيوان والنبات.
4. الأنواع الدخيلة.
5. الزحف العمراني والنفايات: ساهم التوسع العمراني والنمو السكاني وشق الطرق سلباً على البيئة وعلى التنوع الحيوي، بالإضافة إلى زيادة كمية النفايات في المحمية.
6. الحرائق: أثرت الحرائق العشوائية سلباً على البيئة، وصحة الإنسان، والحيوان، والنبات، والإخلال في التوازن البيئي والتغير المناخي.
7. الاحتلال الإسرائيلي: أدت إجراءات الاحتلال ببناء جدار الضم والتوسع إلى الحد من انتقال الحيوانات وانحصارها خلف الجدار. بالإضافة إلى المخلفات الكيميائية السامة المتدفقة من المجمع الصناعي الاستيطاني «بركان» التي أثرت على الكائنات الحية كافة بما فيها الإنسان.[1][2][3][4]